# Strömslundstornet

TV-masten i Trollhättan

Strömslundstornet är ett torn för radio- och TV-antenner i Trollhättan. Tornet står i stadsdelen Strömslund i Trollhättan. Den är av självbärande konstruktion och uppfördes 1966  kompletterat med antenner för FM 1-3 och TV1. 1969 tillkom TV2 och 1992 TV4.
Strömslundtornet är syskonstation med stationen i Helsingborg (Olympia). 
Tornet är sedan höjningen av TV2-antennen 1999 135 m hög och står 90 m över havet. Stationen matas från Herrestadmasten.

## Teknisk data
Sju MUX:ar för digital-TV finns och sex FM-sändare.

### FM-radio
| Kanal      | Frekvens  |
| ---------- | --------- |
| SR P1      | 91,9 MHz  |
| SR P2      | 95,7 MHz  |
| SR P3      | 99,8 MHz  |
| SR P4 Väst | 103,7 MHz |
| NRJ        | 105,0 MHz |
| Star FM    | 106,2 MHz |
| Rix FM     | 91,0 MHz  |